# Katharinenkirche (Misselwarden)

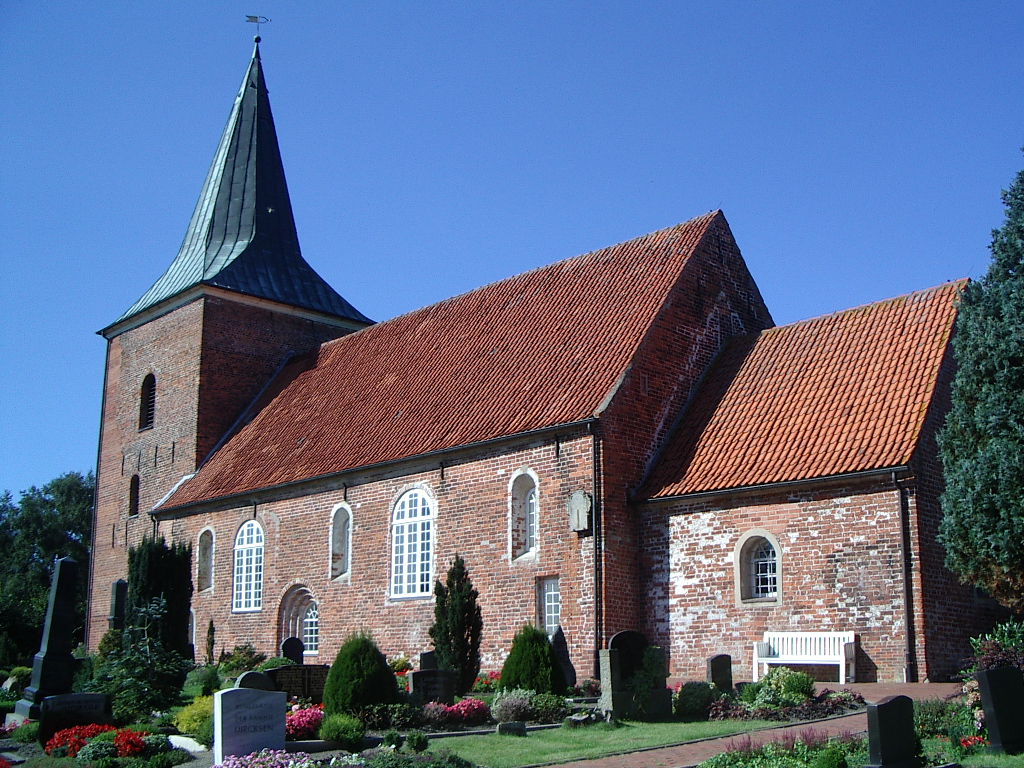
Katharinenkirche von Südosten

Die Katharinenkirche in Misselwarden in der Gemeinde Wurster Nordseeküste im niedersächsischen Landkreis Cuxhaven ist eine romanische Backsteinkirche. Ihre Gemeinde gehört dem Kirchenkreis Wesermünde in der Evangelisch-lutherischen Landeskirche Hannovers an. Sie steht mitten im Dorf auf einer Wurt.
Das Gebäude steht unter Denkmalschutz (siehe auch Liste der Baudenkmale in Wurster Nordseeküste).

## Bau
Die spätromanische, gegen Ende des 13. Jahrhunderts aus Backstein errichtete Saalkirche bekam um 1500 einen neuen Chor auf trapezförmigem Grundriss mit zwei tief sitzenden Spitzbogenfenstern in seiner Ostwand.
Er hat ein Kuppelgewölbe ohne Schildbögen mit vier Rippen und einer außergewöhnlich tief sitzenden Kämpferzone. Durch einen recht kleinen Triumphbogen ist er mit dem Kirchenschiff verbunden, das seit 1903 von einem segmentbogigen hölzernen Tonnengewölbe überspannt wird. An der Nordseite des Schiffs sind die Fenster in ursprünglicher Größe erhalten, an der Südseite wurden mehrere Fenster vergrößert. Das rundbogige Stufenportal in dieser Wand ist zu einem Fenster umgebaut worden.
Im Kirchturm aus Backstein, der um 1600 einen hölzernen Turm ersetzte, hängen zwei historisch bedeutsame Glocken aus Bronze:
- Glocke 1 heißt Gloriosa und wurde 1459 von Ghert Klinghe gegossen. Sie wiegt 2400 kg und hat den Schlagton c'±0.
- Glocke 2 ist die Kinderglocke; sie wurde 1693 von Johann Lehmeyer gegossen und wiegt 460 kg. Der Schlagton ist g'+8.

## Ausstattung

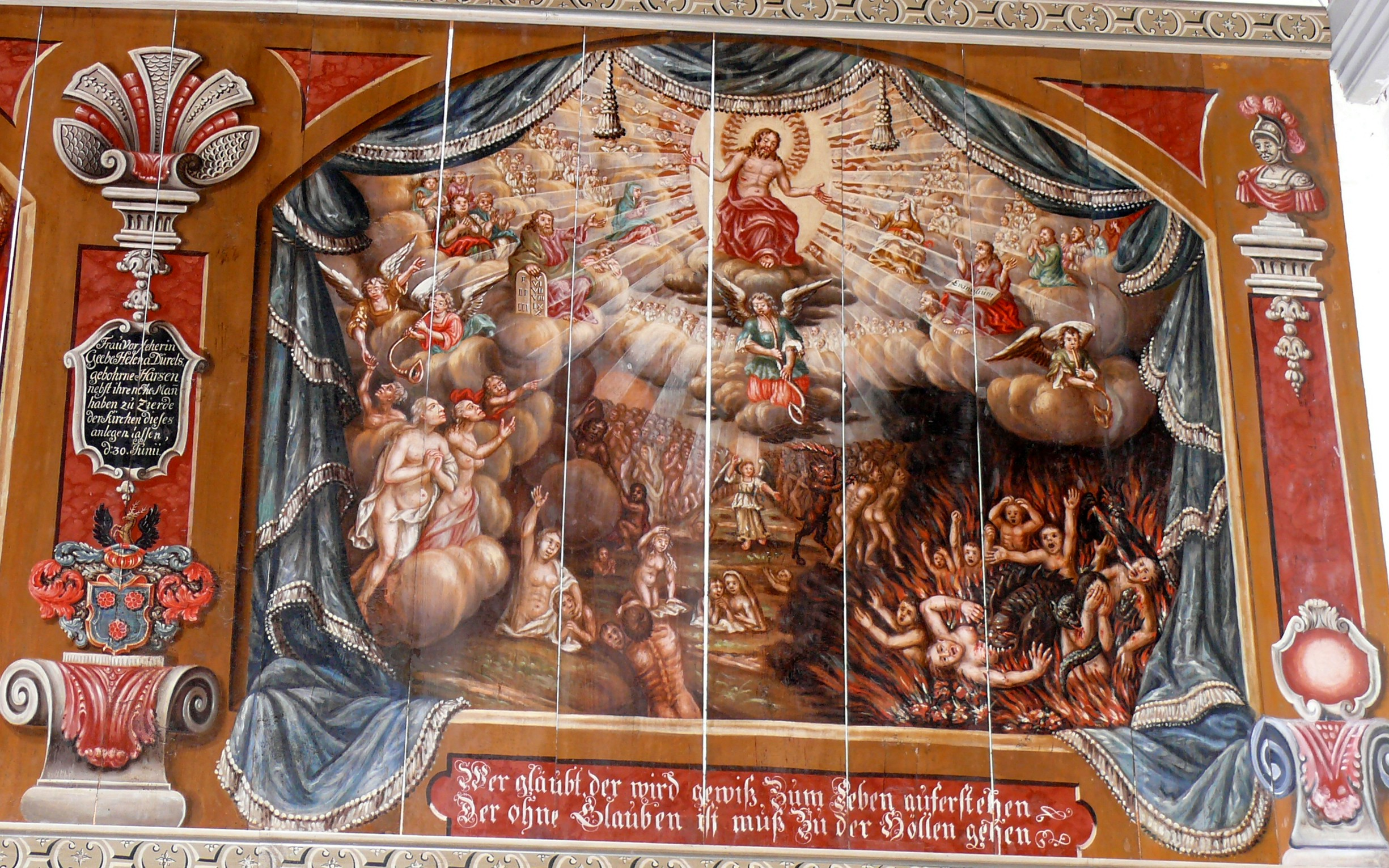
Malerei Das Jüngste Gericht

- Wandmalereien: An der Südwand Kreuzigung mit Johannes d. T. aus dem 17. Jahrhundert, an der Nordwand weitere Figuren, unter anderem König David aus der gleichen Zeit. Auf der verschalten Wand oberhalb des Chorbogens 1736 datierte Malereien: Sündenfall und Vertreibung aus dem Paradies, Kreuzigung, Jüngstes Gericht.
- Altaraufsatz: von Jürgen Heitmann dem Älteren, 1671 datiert und mit seinem Meisterzeichen signiert. Sieben Kardinaltugenden, Letztes Abendmahl, Kreuzigung und Auferstehung zwischen üppig-barockem Knorpelwerk-Ornament.
- Kanzel: 1625 von M. Ringkmacher, bekam 1671 einen Schalldeckel von Jürgen Heitmann dem Älteren.

## Nachweise
1. ↑  Beschreibung/Bilder im Denkmalatlas Niedersachsen
2. ↑  Evang. Katharinenkirche in Wurster Nordseeküste-Misselwarden auf createsoundscape.de/glocken-finder-2; hier sind auch die Inschriften auf den Glocken wiedergegeben.

Koordinaten: 53° 40′ 30″ N, 8° 30′ 56″ O